# 瓦拉耶
瓦拉耶（法語：Valailles，法語發音：[valaj]）是法国厄尔省的一个市镇，属于贝尔奈区。该市镇总面积5.37平方公里，2009年时的人口为379人。

## 人口
瓦拉耶人口变化图示